# Montipora digitata
Montipora digitata е вид корал от семейство Acroporidae. Възникнал е преди около 2,59 млн. години по времето на периода неоген. Видът не е застрашен от изчезване.

## Разпространение и местообитание
Разпространен е в Австралия, Британска индоокеанска територия, Вануату, Виетнам, Индия, Индонезия, Камбоджа, Кения, Кирибати, Кокосови острови, Коморски острови, Мавриций, Мадагаскар, Майот, Малайзия, Малдиви, Маршалови острови, Мианмар, Микронезия, Мозамбик, Науру, Нова Каледония, Остров Рождество, Палау, Папуа Нова Гвинея, Провинции в КНР, Реюнион, Сейшели, Сингапур, Соломонови острови, Сомалия, Тайван, Тайланд, Танзания, Тувалу, Уолис и Футуна, Фиджи, Филипини, Шри Ланка и Япония.
Обитава океани и рифове.

## Описание
Популацията на вида е намаляваща.